# Округ Полтар
Округ Полтар (слч. Okres Poltár) округ је у Банскобистричком крају, у Словачкој Републици. Административно средиште округа је град Полтар.

## Географија
Налази се у централном дијелу Банскобистричког краја.
Граничи:
- на сјеверу је Округ Брезно,
- источно Округ Римавска Собота,
- западно Округ Дјетва и Округ Лучењец,
- јужно Округ Лучењец.

Клима је умјерено континентална.

## Становништво
| Година:    | 1994.  | 2004.   | 2014.   | 2024.   |
| ---------- | ------ | ------- | ------- | ------- |
| Број људи: | 23 209 | 22 893  | 22 074  | 20 135  |
| Разлика:   |        | -1,36 % | -3,57 % | -8,78 % |

| Година:    | 2023.  | 2024.   |
| ---------- | ------ | ------- |
| Број људи: | 20 247 | 20 135  |
| Разлика:   |        | -0,55 % |

Према подацима о броју становника из 2011. године округ је имао 22.480 становника. Словаци чине 90,34% становништва.
| Етнички састав (2011)‍ | Етнички састав (2011)‍ | Етнички састав (2011)‍ | Етнички састав (2011)‍ | Етнички састав (2011)‍ |
| --------------------- | --------------------- | --------------------- | --------------------- | --------------------- |
|                       |                       |                       |                       |                       |
| Словаци               | Словаци               |                       | 0                     | 90,34%                |
| Роми                  | Роми                  |                       | 0                     | 1,26%                 |
| остали, непознато     | остали, непознато     |                       | 0                     | 8,40%                 |

## Насеља
У округу се налази један град и 21 насељено мјесто.